# Амфилогије
Амфилогије (грч. Ἀμφιλογίαι) су у грчкој митологији биле женски демони или духови.

## Митологија
Биле су персонификација спорова, расправа и свађа. Према Хесиодовој теогонији, њих је родила Ерида без учешћа оца.